# دوبیلنو (شهرستان خئومنو)
دوبیلنو (به لهستانی:  Dubielno) یک روستا در لهستان است که در گمینا پاپووو بیسکوپیه واقع شده‌است.